# Tenero-Contra
Tenero-Contra (lmo. Tener-Contra, Tendro-Contra) – miejscowość i gmina w południowej Szwajcarii, w kantonie Ticino, w okręgu (distretto) Locarno, siedziba administracyjna powiatu (circolo) Navegna. Leży nad jeziorami Lago Maggiore oraz Lago di Vogorno.  

## Demografia
W Tenero-Contra mieszkają 3 234 osoby. W 2021 roku 24,6% populacji gminy stanowiły osoby urodzone poza Szwajcarią. 

## Transport
Przez teren gminy przebiegają autostrada A13 oraz droga główna nr 13.